# فرانتیشک برونا
فرانتیشک برونا (چکی: František Brůna; ۱۳ اکتبر ۱۹۴۴ – ۲۴ آوریل ۲۰۱۷) بازیکن هندبال اهل چکسلواکی بود.